# Flavour and Fragrance Journal
Flavour and Fragrance Journal è una rivista accademica che si occupa di chimica, in particolare di chimica degli aromi e dei profumi. Nel 2014 il fattore d'impatto della rivista era di 1,97.